# Antirrhea ulei
Antirrhea ulei är en fjärilsart som beskrevs av Embrik Strand 1912. Antirrhea ulei ingår i släktet Antirrhea och familjen praktfjärilar. Inga underarter finns listade i Catalogue of Life.